# Enrico Guaraldo
Enrico Guaraldo (Torino, 17 aprile 1946 – Roma, 22 aprile 2013) è stato un francesista italiano.

## Biografia
Allievo di Giovanni Macchia, Guaraldo insegnò nella Libera Università di Chieti “G. D’Annunzio”; nell'Università di Lecce, all'Istituto Universitario Orientale di Napoli e, infine,  presso la Facoltà di Lettere e Filosofia dell'Università di Roma “Tor Vergata”.
Si occupò del Decadentismo francese e, in particolar modo, di Proust; dei poeti Baudelaire, Mallarmé, Laforgue, Apollinaire, Reverdy, Valéry, Bonnefoy; e dei romanzieri Stendhal e Flaubert.
Collaborò per molti anni a quotidiani (fra cui "La Stampa – Tuttolibri" e "Il Tempo"); alla RAI (Radio Due e Radio Tre, soprattutto effettuando commenti di poesie francesi dell'Otto-Novecento); e al Dizionario enciclopedico italiano della Treccani.
Il 20 marzo 2014 l'Università di Roma “Tor Vergata” ha intitolato un'aula al suo nome.

## Opere principali
- Lo specchio della differenza. Proust e la poetica della ‘Recherche’, Bulzoni, Roma 1977.
- La scena della poesia. Mallarmé, Laforgue, Apollinaire, EdiAlbra, Torino 1979.
- Il senso e la notte. Esperienze poetiche di Reverdy, Giannini, Napoli 1984.
- Tutta la sezione dedicata alla poesia francese del Novecento ne La letteratura francese diretta da Giovanni Macchia, Accademia, Milano 1987 (poi Rizzoli, Milano 1992).
- Il Gran Distratto. Paul Valéry e la scrittura laterale, FrancoAngeli, Milano 1994.
- La morte a Ravenna. In margine ai “Tombeaux de Ravenne” di Yves Bonnefoy, in Aspetti del romanzo francese. Studi in onore di Massimo Colesanti, Bulzoni, Roma 1996.
- Presenze, fantasmi, reliquie nella Roma di Bonnefoy, in Roma nella letteratura francese del Novecento, Aracne, Roma 1998.
- Il puro e l'impuro della coscienza. A proposito della “Note et digression” di Paul Valéry, in Paul Valéry, Existence du Symbolisme, Bulzoni, Roma 2002.
- Mattino mallarmeano, in Mallarmé, un secolo di poesia, Atti del Convegno Internazionale, Istituto Italiano per gli Studi Filosofici, La Città del Sole, Napoli 2004.
- In cerca del Mattino. Il senso della nascita in letteratura, FrancoAngeli, Milano 2004.
- L'atmosfera di Laforgue, Pacini, Livorno 2011.